# Tic Tac Toe
Tic Tac Toe — немецкая женская поп-группа с элементами хип-хопа, основанная в 1995 году и распавшаяся через несколько лет из-за конфликтов между участницами. Название группы переводится с английского как «крестики-нолики». За время своего существования группа продала более 3 млн копий музыкальных альбомов.

## Участницы
- Ли — Liane Claudia Wiegelmann
- Джаззи — Marlene Victoria Tackenberg
- Рики — Ricarda Nonyem Priscilla Wältken
- Зара — Sara Brahms

## История группы
Группа была основана в 1995 году, участницы познакомились на фестивале хип-хопа. Первым синглом группы стала песня «Ich Find' Dich Scheiße». Успех сингла группа закрепила, выпустив дебютный альбом Tic Tac Toe, который стал платиновым. Затем последовал выпуск двух синглов «Funky» и «Leck Mich am A, B, Zeh». Следующий сингл группы «Verpiss' Dich» достиг первой строчки в хит-парадах и также стал платиновым.
В 1997 году группа выпустила второй платиновый альбом Klappe Die 2te, который содержал один из самых известных хитов группы — «Warum?». Песня продержалась 7 недель на вершине хит-парада. Два альбома Tic Tac Toe были проданы общим тиражом более 3 млн копий.
В этом же году группа дала первый концерт, который прошел в Швеции, затем отправилась в турне по Германии, устроив концерты в шестнадцати городах.
Несмотря на профессиональный успех, участницы группы постоянно конфликтовали. По требованию звукозаписывающей компании девушки в интервью утверждали, что им исполнилось по 18 лет, хотя на самом деле Ли было 22 года, Джаззи — 21, а самой младшей, Рики, — 19 лет. В марте 1997 года прессе стал известен реальный возраст участниц коллектива, а также подробности личной жизни Ли — она была замужем, и её муж недавно покончил жизнь самоубийством. Скандалы в прессе и проблемы со здоровьем Рики приводят к частому срыву концертов группы.
Осенью 1997 года после скандальной пресс-конференции Рики покинула группу. Заменой ей стала Зара Брамс.
В 2004 году Джаззи неудачно пыталась начать сольную карьеру.
В декабре следующего года группа выпустила новый сингл «Spiegel», который достиг 7 места в чарте German Media Control single chart. В феврале 2006 года трио выпустило альбом «Comeback», который стал их первой работой за предыдущие пять лет. Альбом имел успех, однако несравнимый с успехом предыдущих альбомов. Из-за низких продаж дисков звукозаписывающая компания закрыла проект.

## Дискография

### Альбомы
- 1996 — Tic Tac Toe
- 1997 — Klappe die 2te
- 2000 — Ist der Ruf erst ruiniert
- 2001 — Halt!
- 2003 — Ugu ugu
- 2006 — The Best of
- 2006 — Comeback

### Синглы
- 1995 — Ich Find' Dich Scheisse
- 1996 — Funky
- 1996 — Leck mich am A, B, Zeh
- 1996 — Verpiss' Dich
- 1997 — Warum?
- 1997 — Mr. Wichtig
- 1997 — Ich Wär' so Gern so Blöd wie Du
- 1997 — Bitte Küss Mich Nicht
- 1999 — Nie wieder
- 2000 — Ist der Ruf erst ruiniert
- 2000 — Ich liebe dich
- 2000 — Morgen ist heute schon gestern
- 2005 — Spiegel
- 2006 — Keine Ahnung